# Янгіарицька ТЕС
41°22′18″ пн. ш. 60°39′49″ сх. д. / 41.37167° пн. ш. 60.66361° сх. д.
Янгіарицька ТЕС — теплова електростанція в Узбекистані, майданчик якої розташований на південний схід від міста Ургенч.
На майданчику ТЕС розмістили 10 генераторних установок на основі двигунів внутрішнього згоряння типу Wartsila 18V50SG загальною потужністю 174 МВт. Паливна ефективність станції становить 49 %.
Як паливо використовують природний газ, що надходить до регіону по трубопроводу Газлі – Нукус.
Проєкт реалізувала турецька компанія Odash Enerji, яка уклала угоду строком на 25 років з урядом Узбекистану щодо зобов'язань з поставок газу та викупу електроенергії. Будівництво почали в 2021 році й уже в 2022-му роботи завершили.